# شيطان النيون
شيطان النيون (بالإنجليزية: The Neon Demon)‏ هو فيلم رعب صدر عام 2016 من بطولة إيل فانينغ.

## القصة
تدور أحداث الفيلم حول فتاة مراهقة تبلغ من العمر ستة عشر عام تنتقل من بلدتها الصغيرة في لوس أنجلوس ليصورها مصور هاو، فيلاحظ جمالها الملائكي الخلاب ومن ثم تنطلق هذه الفتاة البريئة إلى عالم الموضة والأزياء وتزيح كبار العارضات من على الساحة بجمال وبراءة أسرت أعين كل المبدعين ومحترفي المجال لتتجه نحو القمة، وفي رحلتها تقابل العديد من الإغراءات والاستغلال بالإضافة إلي غيرة منافسيها، لتكون النهاية مأساوية.

## روابط خارجية
- شيطان النيون على موقع IMDb (الإنجليزية)
- شيطان النيون على موقع ميتاكريتيك (الإنجليزية)
- شيطان النيون على موقع روتن توميتوز (الإنجليزية)
- شيطان النيون على موقع نتفليكس (الإنجليزية)
- شيطان النيون على موقع قاعدة بيانات الأفلام العربية
- شيطان النيون على موقع ألو سيني (الفرنسية)
- شيطان النيون على موقع Turner Classic Movies (الإنجليزية)
- شيطان النيون على موقع أول موفي (الإنجليزية)
- شيطان النيون على موقع بوكس أوفيس موجو (الإنجليزية)
- شيطان النيون على موقع فيلمافينيتي (الإسبانية)